# Anders Linderoth
Anders Linderoth (ur. 21 marca 1950 w Kristianstad) – były szwedzki piłkarz występujący na pozycji pomocnika. Jest ojcem Tobiasa Linderotha.

## Kariera klubowa
Linderoth jako junior grał w klubach Näsby IF oraz Stattena IF. W 1968 roku trafił do klubu Helsingborgs IF, gdzie rozpoczął zawodową karierę. W 1971 roku przeszedł do Östers IF. W 1973 roku wywalczył z nim wicemistrzostwo Szwecji. W 1974 roku dotarł z klubem do finału Pucharu Szwecji, jednak Östers przegrało tam z Malmö FF. W 1975 roku Linderoth ponownie wywalczył z drużyną wicemistrzostwo Szwecji. W 1976 roku został wybrany Szwedzkim Piłkarzem Roku.
W 1977 roku przeszedł do francuskiego Olympique Marsylia. W 1980 roku zajął z klubem 19. miejsce w ekstraklasie i spadł z nim do Division 2. Wówczas powrócił do Szwecji, gdzie został graczem zespołu Mjällby AIF. W 1982 został graczem Näsby IF, gdzie w 1984 roku zakończył karierę.

## Kariera reprezentacyjna
W reprezentacji Szwecji Linderoth zadebiutował 14 maja 1972 w przegranym 1:2 towarzyskim meczu z Czechosłowacją. W 1978 roku został powołany do kadry na Mistrzostwa Świata. Zagrał na nich w meczach z Brazylią (1:1), Austrią (0:1), a także z Hiszpanią (0:1). Z tamtego turnieju Szwedzi odpadli po fazie grupowej. W latach 1972–1980 w drużynie narodowej rozegrał w sumie 40 spotkań i zdobył 2 bramki.

## Kariera trenerska
Po zakończeniu kariery piłkarskiej, Linderoth został trenerem. Jego pierwszym klubem był Näsby IF. Potem był szkoleniowcem Mjällby AIF oraz IFK Hässleholm. Od 1995 trenował IF Elfsborg. W 1997 roku dotarł z nim do finału Pucharu Szwecji, jednak Elfsborg przegrał tam 1:2 z AIK Solną. W latach 1998–2001 trenował norweski Stabæk IF. W 1998 zdobył z nim Puchar Norwegii oraz zajął z nim 3. miejsce w norweskiej ekstraklasie. W 2002 został szkoleniowcem klubu Hammarby IF. W 2003 wywalczył z nim wicemistrzostwo Szwecji. Pracował tam do 2006 roku. W 2007 był trenerem duńskiego Viborg FF, a latach 2008–2009 Landskrony BoIS.